# Grigore Gonța
Grigore Gonța (n. 23 ianuarie 1938, București, România) este un actor român, regizor și director de teatru.

## Biografie
A absolvit Institutul de Artă Teatrală și Cinematografică „Ion Luca Caragiale” din București în 1963. Este căsătorit cu actrița Eugenia Maci.

## Filmografie

### Ca actor
- Un film cu o fată fermecătoare (1967) - Mircea
- Subteranul (1967)
- Războiul domnițelor (1969)
- Mihai Viteazul (1971) - dublaj de voce
- Trei scrisori secrete (1974) - Calomfir
- Mastodontul (1975) - Panait
- Patima (1975) - muncitorul tăbăcar Gavrilă
- Gustul și culoarea fericirii (1978)
- Buletin de București (1983)

- Cum mi-am petrecut sfârșitul lumii (2006) - Ceausica
- Visul unei nopți de iarnă (1980)
- Fata bună din cer (1977)
- Ziariștii (1969) - Brandus
- Omul de lângă tine (1961)